# Márkus Barbarossa János

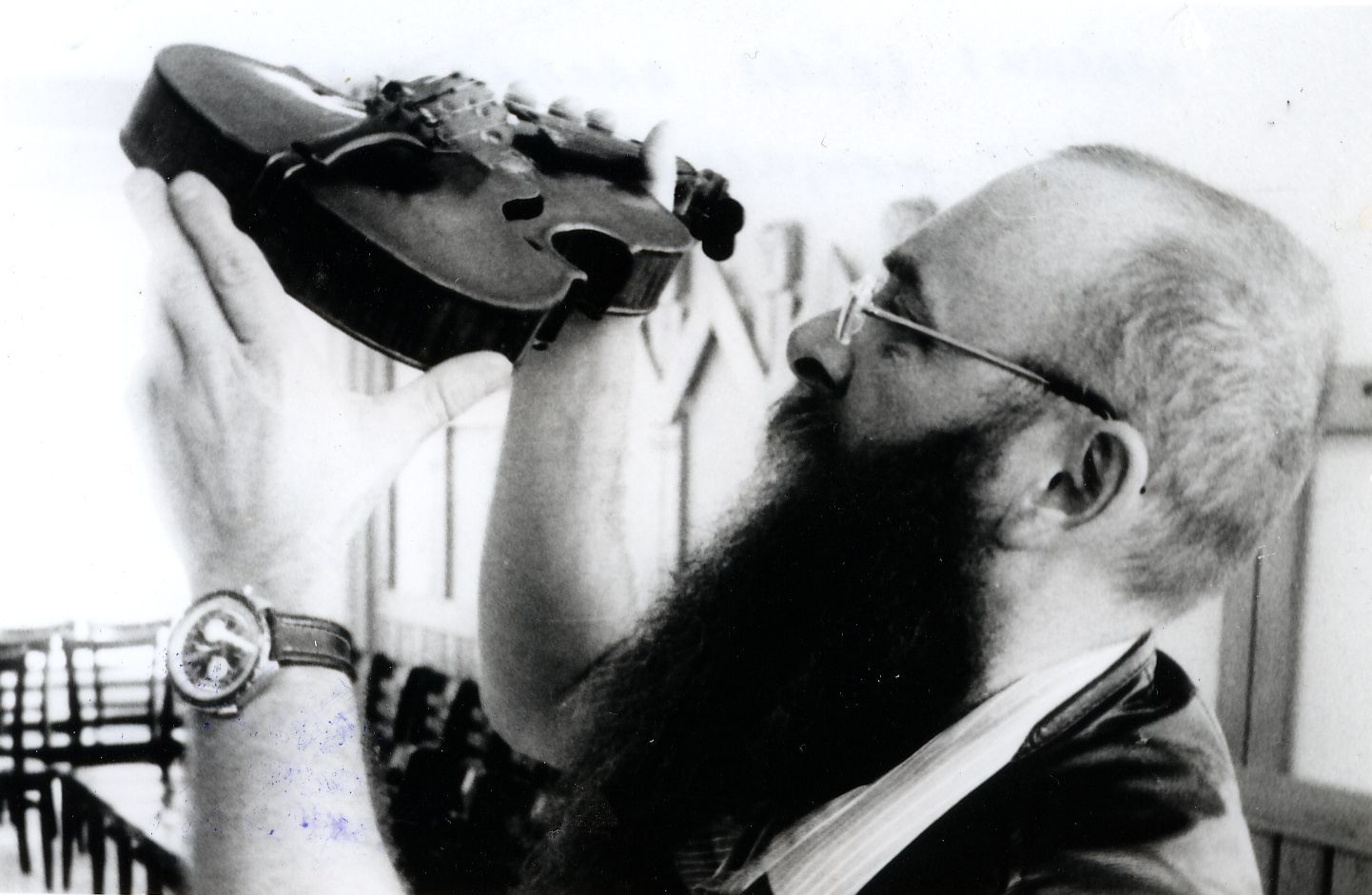
Csomafáy Ferenc felvétele

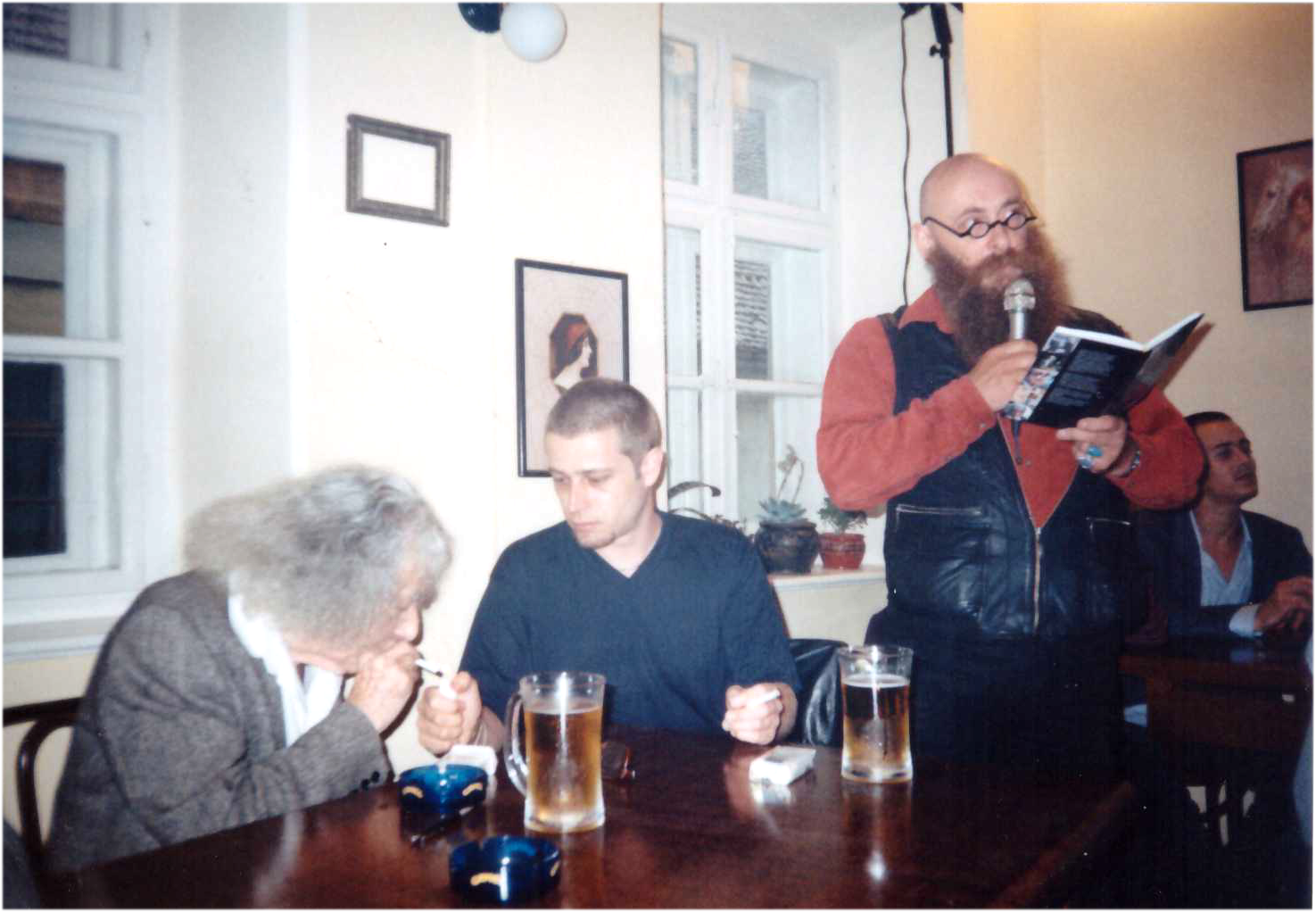
Balról: Faludy György, Orbán János Dénes, Márkus Barbarossa János (Csomafáy Ferenc felvétele)

Márkus Barbarossa János (néha Márkus-Barbarossa János, eredetileg Márkus János, Szilágyzovány, 1955. június 4.) magyar költő, író, hangszerkészítő, régiségkereskedő, irodalomszervező.

## Életpályája
Képzőművésznek tanult, de zenész és zeneszerző lett, azon kívül szövegíró, hangszerkészítő és (saját bevallása szerint) életművész. 1975−1984 között a sepsiszentgyörgyi színház művésztársulatának tagja. 1984-ben feleségével Bécsbe disszidált. 2005−2006 az Erdélyi Magyar Írók Ligájának elnöke.

## Munkássága
Több mint négyszáz dal szövegének és zenéjének szerzője, majdnem négyszáz hangszer, több ezer grafika,
zománcmű, festmény készítője. Ezen kívül kilenc verskötetet jelentetett meg. Iskolai rajztanára Wanek Ferenc volt, aki megtanította látni, odafigyelni, megtanította a türelemre és a másság tiszteletére.

### Kötetei
- Éjfél a repülőtéren (Válogatott versek 1974–1999), Sepsiszentgyörgy, Médium Könyvkiadó, Sepsiszentgyörgy, 1999
- Nagylábujjamra ne kössetek számlát. 33 szonett (monoton vázlatok egy monomániás drámához), Válogatott és új versek, Médium Könyvkiadó, Sepsiszentgyörgy, 2000
- Múzsák dicsérete (tucat az Enyvelgésák dalai-ból), Médium Könyvkiadó, Sepsiszentgyörgy, 2000
- Ez itt a bőröm, nagykabátom, Múzsák válogatott dicsérete, Médium Könyvkiadó, Sepsiszentgyörgy, 2000
- Dihoriáda, avagy húsvéti sms episztolárium: A leromlás virágai, Médium Könyvkiadó, Sepsiszentgyörgy, 2000
- Heródyák: Nyelvemre fügefalevél, Médium Könyvkiadó, Sepsiszentgyörgy, 2001
- Nagyböjti disznó. Kortárs literatúr és tsemege; vál., szerk. Márkus-Barbarossa János; Márkus Barbarossa János, Sepsiszentgyörgy, 2001
- A verslakó (Bohócom vasárnapja), Médium Könyvkiadó, Sepsiszentgyörgy, 2002
- Kitalált vasárnap. Válogatott és új versek 1974–2004; Medium, Sepsiszentgyörgy, 2005
- Rímelikák